# Hainberg (Arnstorf)
Hainberg ist ein Gemeindeteil des Marktes Arnstorf im Landkreis Rottal-Inn in Bayern.

## Geschichte

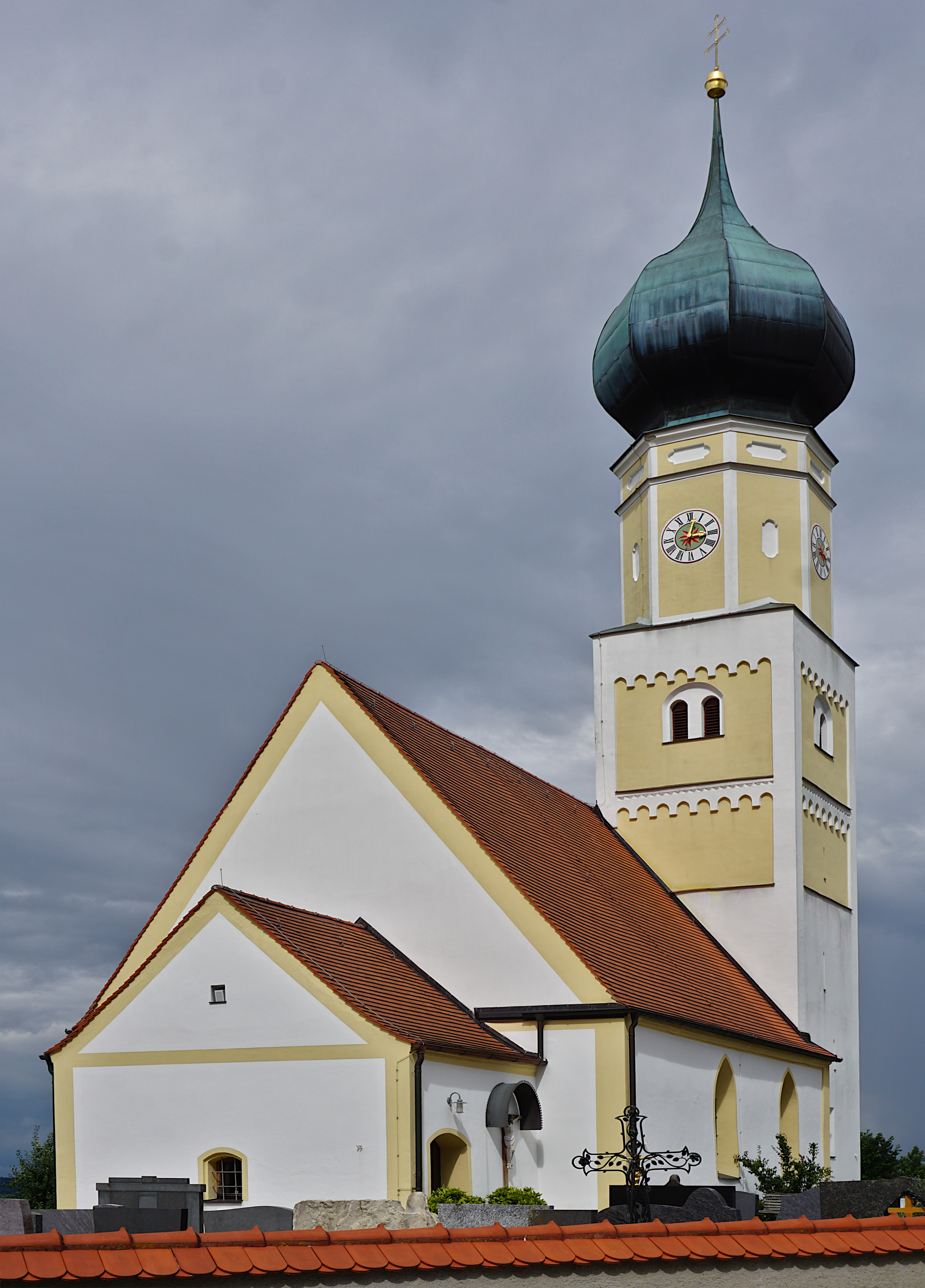
St. Jakobus in Hainberg

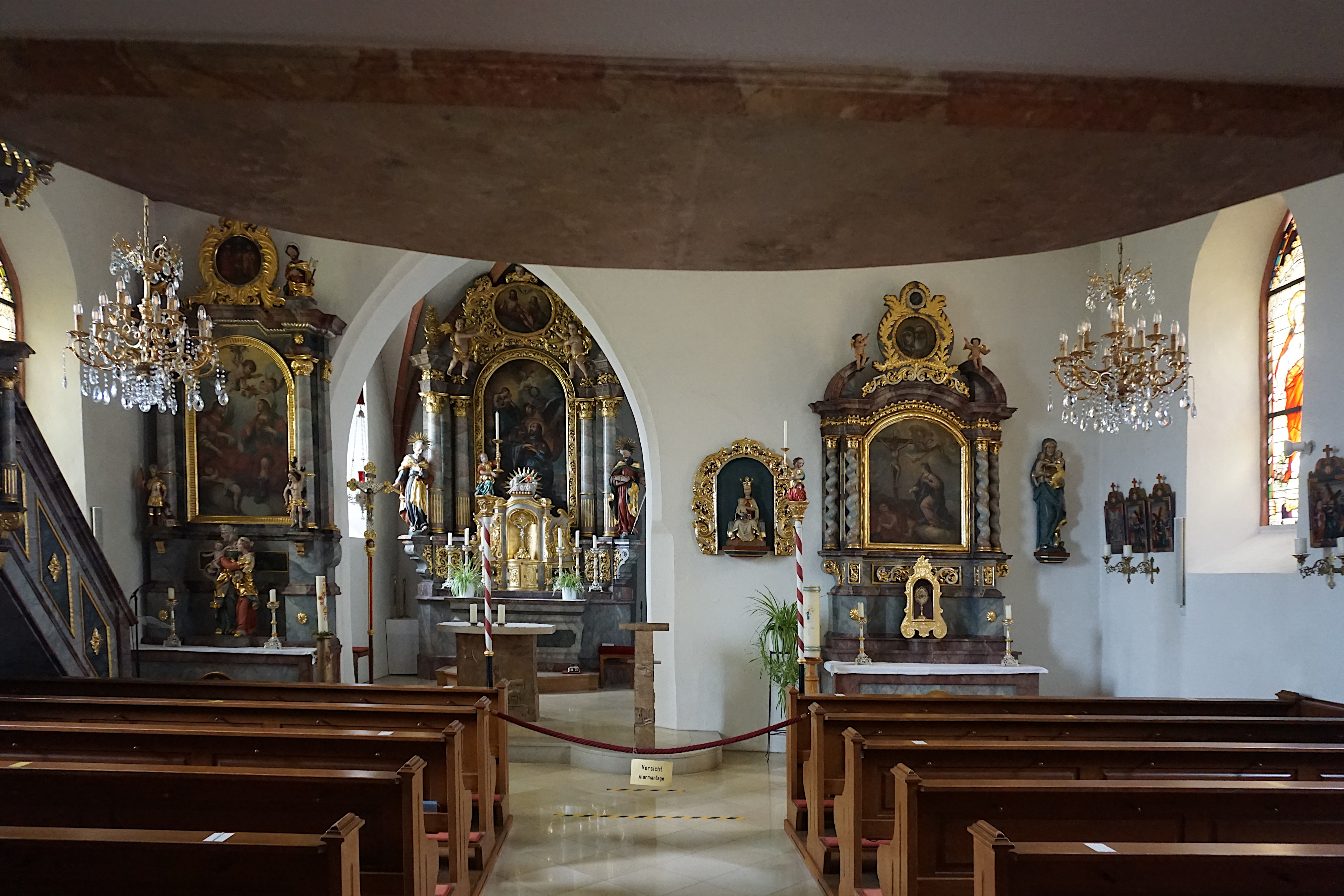
Der Innenraum der Hainberger Kirche

Hainberg war lange im Besitz der Freiherrn von Closen. Kirchort des Dorfes war Neukirchen.
1808/10 wurde der Steuerdistrikt Hainberg gebildet. Bei der Gemeindebildung 1818 durch das Gemeindeedikt in Bayern setzte das Patrimonialgericht Arnstorf den Freiherrn von Closen gegenüber dem Landgericht Eggenfelden die patrimonialgerichtische Konstituierung der Gemeinden Jägerndorf und Hainberg (als Arnstorf II) durch. 1848 wurde das Patrimonialgericht Arnstorf aufgelöst.
Mit Verordnung vom 24. Februar 1862 wurde die Gemeinde Hainberg aus dem Landgericht Eggenfelden ausgegliedert und dem 1861 neu errichteten Landgericht Arnstorf zugeteilt, das zusammen mit dem Landgericht Eggenfelden das Bezirksamt Eggenfelden bildete. 1933 hatte die Gemeinde 356 Einwohner. Aus dem Bezirksamt Eggenfelden ging 1939 der Landkreis Eggenfelden hervor. Seit Auflösung des Amtsgerichtes Arnstorf am 15. Juni 1943 gehörte die Gemeinde zum Amtsgericht Eggenfelden. Am 1. Januar 1972 wurde die Gemeinde Hainberg nach Arnstorf eingegliedert.